# Exorista rufostomata
Exorista rufostomata är en tvåvingeart som först beskrevs av Jacques-Marie-Frangile Bigot 1889.  Exorista rufostomata ingår i släktet Exorista och familjen parasitflugor. Inga underarter finns listade i Catalogue of Life.